# Sympati för djävulen
Sympati för djävulen (namnet en travesti på Sympathy for the Devil, en låt från Rolling Stones-albumet Beggars Banquet) är ett album komponerat och arrangerat av Dom Dummaste, utgivet 1982. Det spelades in april-september 1982 i MNW Studio, och musiken kan karakteriseras som en relativt spretig blandning av postpunk och hård gitarrock, med starkt teatrala texter. Bandet bestod i detta skede av Lars Cleveman, Anders Hernestam, Carl Hilborn, Ralf Nygård, Nils Personne, Martin Rössel, Olle Schedin och Henrik Stawe.

## Låtlista
Sida 1
1. "Jag behöver en kick"
2. "Går min väg"
3. "Kulor"
4. "Hymn för oktober"
5. "Sista tåget har inte gått… än"

Sida 2
1. "Våroffer"
2. "Kapten Krok"
3. "Sympati för djävulen"
4. "Psalm"